# Charles Glover Barkla
Charles Glover Barkla (n. 7 iunie 1877, Widnes, Anglia, Regatul Unit al Marii Britanii și Irlandei – d. 23 octombrie 1944, Edinburgh, Scoția, Regatul Unit) a fost un fizician britanic, profesor universitar la Edinburgh, laureat al Premiului Nobel pentru Fizică în 1917. Cercetările sale au realizat progrese importante în spectroscopia, împrăștierea și propagarea razelor X în materie. A studiat spectrele de radiații X ale elementelor chimice și în 1906 a demonstrat experimental că diferitele elemente chimice dau spectre de radiații specifice.